# Persone di nome Artur
| Questa pagina contiene informazioni ricavate automaticamente dalle voci biografiche con l'ausilio del template Bio e di un bot. L'aggiornamento è periodico e automatico e ricostruisce completamente la pagina. Se manca una persona in questa lista, sei pregato di non aggiungerla, ma accertati piuttosto che la sua voce biografica contenga il template Bio e che i dati anagrafici siano correttamente compilati. Se il template Bio manca, inseriscilo tu stesso o, in alternativa, metti l'avviso {{tmp\|Bio}} che ne segnala la mancanza. Se i dati riportati sono sbagliati, correggi direttamente la voce biografica; le modifiche saranno visibili in questa lista entro pochi giorni. Per chiarimenti vedi il progetto antroponimi. La lista contiene solo le 144 persone che sono citate nell'enciclopedia e per le quali è stato implementato correttamente il template Bio. Pagina aggiornata al 22 lug 2025. |

Questa è una lista di persone presenti nell'enciclopedia che hanno il nome Artur, suddivise per attività principale.

## Agenti segreti(1)
- Artur Artuzov, agente segreto russo (Ustinovo, n. 1891 - Mosca, † 1937)

## Allenatori di calcio(6)
- Artur Jorge, allenatore di calcio e ex calciatore portoghese (Braga, n. 1972)
- Artur Lekbello, allenatore di calcio e ex calciatore albanese (Tirana, n. 1966)
- Artur Oliveira, allenatore di calcio e ex calciatore brasiliano (Rio Branco, n. 1969)
- Artur Quaresma, allenatore di calcio e calciatore portoghese (Barreiro, n. 1917 - Barreiro, † 2011)
- Artur Rodrigues, allenatore di calcio portoghese (Lisbona, n. 1928 - Toronto, † 2015)
- Artur Skowronek, allenatore di calcio polacco (Bytom, n. 1982)

## Allenatori di pallacanestro(1)
- Artur Gronek, allenatore di pallacanestro polacco (Varsavia, n. 1985)

## Altisti(1)
- Artur Partyka, ex altista polacco (Stalowa Wola, n. 1969)

## Arbitri di calcio(1)
- Artur Soares Dias, ex arbitro di calcio portoghese (Vila Nova de Gaia, n. 1979)

## Attori(3)
- Artur Barciś, attore polacco (Kokawa, n. 1956)
- Artur Pontek, attore, doppiatore e direttore del doppiaggio polacco (Varsavia, n. 1975)
- Artur Żmijewski, attore e doppiatore polacco (Radzymin, n. 1966)

## Aviatori(1)
- Sacadura Cabral, aviatore e ufficiale portoghese (Celorico da Beira, n. 1881 - mare del Nord, † 1924)

## Avvocati(1)
- Artur Bernardes, avvocato e politico brasiliano (Viçosa, n. 1875 - Rio de Janeiro, † 1955)

## Canoisti(1)
- Artur Litvinčuk, canoista bielorusso (Mazyr, n. 1988)

## Cantautori(1)
- Artur Berkut, cantautore e musicista russo (Char'kov, n. 1962)

## Cestisti(7)
- Artur Amon, cestista estone (Tartu, n. 1916 - Tartu, † 1944)
- Artur Auladell, ex cestista spagnolo (El Masnou, n. 1938)
- Artur Drozdov, ex cestista ucraino (Jakutsk, n. 1980)
- Artur Kolodziejski, ex cestista polacco (Grójec, n. 1979)
- Artur Konontšuk, cestista estone (Pärnu, n. 2000)
- Artur Mielczarek, cestista polacco (Breslavia, n. 1984)
- Artur Stolz, cestista tedesco (n. 1932 - † 2018)

## Ciclisti su strada(1)
- Artur Gajek, ex ciclista su strada tedesco (Bergisch Gladbach, n. 1985)

## Compositori(2)
- Artur Guttmann, compositore e direttore d'orchestra austriaco (Vienna, n. 1891 - Hollywood, † 1945)
- Artur Kapp, compositore estone (Suure-Jaani, n. 1878 - † 1952)

## Compositori di scacchi(1)
- Artur Kejrans, compositore di scacchi lettone (Riga, n. 1911 - Riga, † 1954)

## Direttori d'orchestra(2)
- Artur Bodanzky, direttore d'orchestra austriaco (Vienna, n. 1877 - New York, † 1939)
- Artur Rodziński, direttore d'orchestra polacco (Spalato, n. 1892 - Boston, † 1958)

## Dirigenti sportivi(1)
- Artur Moraes, dirigente sportivo e ex calciatore brasiliano (Leme, n. 1981)

## Filologi(1)
- Artur Immanuel Hazelius, filologo svedese (Stoccolma, n. 1833 - † 1901)

## Generali(6)
- Arthur Maximilian Bylandt-Rheydt, generale e politico austriaco (Vienna, n. 1821 - Vienna, † 1891)
- Artur Edler von Mecenseffy, generale austro-ungarico (Vienna, n. 1865 - Campo Gallina, † 1917)
- Artur Ivens Ferraz, generale e politico portoghese (Lisbona, n. 1870 - Lisbona, † 1933)
- Artur Phleps, generale tedesco (Biertan, n. 1881 - Arad, † 1944)
- Artur Văitoianu, generale e politico rumeno (Ismail, n. 1864 - Bucarest, † 1956)
- Artur da Costa e Silva, generale e politico brasiliano (Taquari, n. 1902 - Rio de Janeiro, † 1969)

## Giavellottisti(1)
- Artur Felfner, giavellottista ucraino (Konotop, n. 2003)

## Ginnasti(2)
- Artur Dalalojan, ginnasta russo (Tiraspol, n. 1996)
- Artur Davtjan, ginnasta armeno (Erevan, n. 1992)

## Giocatori di football americano(1)
- Artur Pinheiro, giocatore di football americano spagnolo (Madrid, n. 1993)

## Imprenditori(1)
- Artur Fischer, imprenditore e inventore tedesco (Tumlingen, n. 1919 - Waldachtal, † 2016)

## Lottatori(4)
- Artur Najfonov, lottatore russo (Nižnevartovsk, n. 1997)
- Artur Omarov, lottatore ceco (Tanty, n. 1988)
- Artur Sargsián, lottatore russo (Kimry, n. 2000)
- Artur Tajmazov, lottatore e politico russo (Vladikavkaz, n. 1979)

## Matematici(1)
- Artur Avila, matematico brasiliano (Rio de Janeiro, n. 1979)

## Mezzofondisti(1)
- Artur Kuciapski, mezzofondista polacco (n. 1993)

## Militari(1)
- Artur Axmann, militare tedesco (Hagen, n. 1913 - Berlino, † 1996)

## Nobili(1)
- Artur Stanisław Potocki, nobile e ufficiale polacco (Parigi, n. 1787 - Vienna, † 1832)

## Nuotatori(2)
- Artur Maidanov, nuotatore artistico kazako (n. 2005)
- Artur Wojdat, ex nuotatore polacco (Olsztyn, n. 1968)

## Ostacolisti(2)
- Artur Kohutek, ex ostacolista polacco (n. 1971)
- Artur Noga, ostacolista polacco (Racibórz, n. 1988)

## Pallavolisti(1)
- Artur Szalpuk, pallavolista polacco (Olsztyn, n. 1995)

## Pattinatori artistici su ghiaccio(3)
- Artur Danieljan, pattinatore artistico su ghiaccio russo (Volgograd, n. 2003)
- Artur Dmitriev, ex pattinatore artistico su ghiaccio sovietico (Bila Cerkva, n. 1968)
- Artur Gačinskij, ex pattinatore artistico su ghiaccio russo (Mosca, n. 1993)

## Pianisti(1)
- Artur Schnabel, pianista e compositore austriaco (Kunzendorf, n. 1882 - Morschach, † 1951)

## Piloti di rally(1)
- Artur Prusak, pilota di rally polacco

## Pistard(1)
- Artur Eršov, pistard e ciclista su strada russo (Mosca, n. 1990)

## Pittori(1)
- Artur Grottger, pittore e grafico polacco (Ottyniowice, n. 1837 - Amélie-les-Bains-Palalda, † 1867)

## Poeti(1)
- Artur Oppman, poeta polacco (Varsavia, n. 1867 - Varsavia, † 1931)

## Politici(10)
- Artur Davis, politico e avvocato statunitense (Montgomery, n. 1967)
- Artur Görlitzer, politico tedesco (Francoforte sull'Oder, n. 1893 - Berlino, † 1945)
- Artur London, politico e scrittore ceco (Ostrava, n. 1915 - Parigi, † 1986)
- Artur Mas, politico spagnolo (Barcellona, n. 1956)
- Art'owr Mkrtčyan, politico karabakho (Hadrowt', n. 1959 - Step'anakert, † 1992)
- Artur Rasizadə, politico azero (Gəncə, n. 1935)
- Artur Sirk, politico estone (Lehtse vald, n. 1900 - Echternach, † 1937)
- Artur Śliwiński, politico polacco (n. 1877 - † 1953)
- Artur Tovmasyan, politico armeno (Stepanakert, n. 1962)
- Artur da Tavola, politico, scrittore e giornalista brasiliano (Rio de Janeiro, n. 1936 - Rio de Janeiro, † 2008)

## Pugili(3)
- Artur Beterbiev, pugile russo (Chasavjurt, n. 1985)
- Artur Grigoryan, ex pugile uzbeko (Tashkent, n. 1967)
- Artur Olech, pugile polacco (Leopoli, n. 1940 - Breslavia, † 2010)

## Registi(1)
- Artur Iosifovič Vojteckij, regista sovietico (Vinnycja, n. 1928 - Kiev, † 1993)

## Scacchisti(2)
- Artur Jusupov, scacchista russo (Mosca, n. 1960)
- Artur Kogan, scacchista ucraino (Černivci, n. 1974)

## Schermidori(1)
- Artur Achmatchuzin, schermidore russo (Novyj Aktanyšbaš, n. 1988)

## Scrittori(3)
- Artur Balder, scrittore e regista spagnolo (Alicante, n. 1974)
- Artur Lundkvist, scrittore svedese (Oderljunga, n. 1906 - Solna, † 1991)
- Pepetela, scrittore angolano (Benguela, n. 1941)

## Sollevatori(2)
- Artur Akoev, ex sollevatore sovietico (Digora, n. 1966)
- Sigvard Kinnunen, sollevatore svedese (Kiruna, n. 1920 - Kiruna, † 1954)

## Tiratori a segno(1)
- Artur Ajvazjan, tiratore a segno ucraino (Erevan, n. 1973)

## Truffatori(1)
- Artur Virgílio Alves dos Reis, truffatore portoghese (Lisbona, n. 1896 - † 1955)

## Velocisti(2)
- Bruno Rojas, velocista boliviano (Cochabamba, n. 1993)
- Artur Svensson, velocista svedese (Finspång, n. 1901 - Finspång, † 1984)

## Vescovi cattolici(2)
- Artur Oleksandrovyč Bubnevyč, vescovo cattolico ucraino (Perečyn, n. 1975)
- Artur Ważny, vescovo cattolico polacco (Rzeszów, n. 1966)